# Endgame (Megadeth-Album)
Endgame (englisch für: „Endspiel“) ist das zwölfte Studioalbum der US-amerikanischen Thrash-Metal-Band Megadeth. Es erschien im September 2009 auf Roadrunner Records. Es ist das erste Megadeth-Album mit Chris Broderick an der Gitarre. Musikalisch wurde es sowohl in der Tradition von härteren Megadeth-Alben wie Rust in Peace wie auch neueren Veröffentlichungen wie The System Has Failed gesehen.

## Entstehung
Vor den Aufnahmen zu Endgame kam es zur Trennung von Gitarrist Glen Drover. Laut Aussage von Frontmann Dave Mustaine lag diese in gesundheitlichen Problemen und dessen Wunsch, mehr Zeit mit seiner Familie zu verbringen begründet. Auf Vorschlag von Glen und dessen Bruder Shawn Drover, dem Schlagzeuger der Band, wurde dann Chris Broderick (zuvor bei Nevermore und Jag Panzer) verpflichtet. Die Songs auf Endgame hat Mustaine aus seinem von ihm gepflegten Song- und Riff-Archiv zusammengestellt. Darunter waren sowohl alte Ideen als auch neues Material. Ein Song wurde aufgenommen, aber, da er keinen fertigen Gesang hatte, nicht auf das Album genommen. Die Aufnahmen fanden bis Mai 2009 im bandeigenen Studio „Vic’s Garage“, nach dem „Maskottchen“ der Band Vic Rattlehead benannt, mit Andy Sneap statt. Gemischt wurde das Album von Sneap in den Backstage Studios in Belper in Derbyshire in England. Der Song Head Crusher wurde die erste Single des Albums, im Februar 2010 folgte The Right to Go Insane. Das Album stieg nach der Veröffentlichung im September auf Platz 9 der Billboard 200 ein.
Mustaine sagte zur Platte:

„Das Album ist viel aggressiver und schneller, als alles, was ich in den letzten Jahren gemacht habe. Wahrscheinlich ist ‚Endgame’ sogar unsere beste Platte seit ‚Rust in Peace’.“

## Texte
Das Titelstück handelt laut Dave Mustaine von einem Erlass George W. Bushs, in dem dieser Behörden dazu ermächtigt habe, mit „vagen“ Gründen „im nationalen Notfall größere Teile der Bevölkerung in geschlossene Einrichtungen zu sperren“. Mustaine nannte dies „eine Art Konzentrationslager“ und bezeichnete es als „angsteinjagend“. Es gibt auch einen Dokumentarfilm namens Endgame – Blueprint for Global Enslavement. In einer amerikanischen Radioshow, der Alex-Jones-Show, in der Mustaine auftrat, hieß es 2009, das Titelstück sei auch von dem Film inspiriert worden. Bei 44 Minutes geht es um eine Schießerei nach einem Bankraub in North Hollywood 1997, zur Zeit des Ereignisses habe der ehemalige Schlagzeuger Nick Menza nur zwei Straßen entfernt davon gewohnt. Head Crusher handelt von einem mittelalterlichen Folterinstrument. 1.320'  handelt von nitrogetriebenen Rennautos, sogenannten Funny Cars.

## Titelliste
1. Dialectic Chaos – 2:25
2. This Day We Fight! – 3:27
3. 44 Minutes – 4:37
4. 1,320'  – 3:51
5. Bite the Hand – 4:01
6. Bodies – 3:34
7. Endgame – 5:57
8. The Hardest Part of Letting Go...Sealed With a Kiss – 4:42
9. Head Crusher – 3:26
10. How the Story Ends – 4:29
11. The Right to Go Insane – 4:18

Musik und Texte wurden von Dave Mustaine geschrieben, nur bei Head Crusher war Shawn Drover, bei The Hardest Part of Letting Go...Sealed With a Kiss Chris Broderick an der Musik beteiligt. Als Japan-Bonustrack wurde Washington Is Next! (Live) hinzugefügt.

## Rezeption
Eduardo Rivadavia von Allmusic nannte Endgame das am wenigsten „auf Kommerz ausgerichtete“ Album seit Rust in Peace, es berühre viele der Songwriting-Stile der frühen Jahre und gäbe damit der Fanbasis wenig Grund zur Klage. Endgame wurde mit dreieinhalb von fünf Sternen bewertet. Im Rock Hard hob Frank Albrecht das Zusammenspiel der Gitarristen Broderick und Mustaine heraus, auch hätten die Songs „eingängigere Hooks als zuletzt“. Die Wertung war hier 8,5 von zehn Punkten. Auch wurde Endgame mit einem Wertungsschnitt von 8,0 Punkten „Album des Monats“. In der Redaktion von Whiskey-soda.de gab es unterschiedliche Meinungen, die sich in Noten von 3+ bis 1- widerspiegeln. Bei Laut.de vergab Michael Edele vier von fünf Sternen. Das Titelstück ist für ihn musikalisch das schwächste des Albums. Letzteres reiche nicht an Rust in Peace heran, sei aber auch nicht „sonderlich weit entfernt“ davon. Auf Metal.de nannte der Rezensent Endgame „die beste Megadeth-Scheibe“ seit 15 Jahren und vergab neun von zehn Punkten.
Das Album wurde unter anderem durch die Songs "Head Crusher" und "This day we fight!" positiv vom Publikum aufgenommen.